# Коцур Петро Михайлович
Петро Михайлович Коцур (15 вересня 1935, с. Сакуниха, Недригайлівський р-н, Сумська обл. — 4 травня 2010, м. Переяслав, Київська обл.) — український історик, краєзнавець, публіцист, журналіст, педагог.

## Біографічні відомості
Петро Михайлович Коцур народився 15 вересня 1935 р. у с. Сакуниха Недригайлівського р-ну Сумської обл. у родині хліборобів Михайла Кіндратовича та Уляни Павлівни Коцурів.
У дитячі роки пережив лихоліття нацистської окупації краю.
У 1944—1951 рр. навчався у Сакунівській семирічній школі, яку закінчив на «відмінно».
1951—1955 — продовжив навчання у Недригайлівській середній школі.
1955—1958 — проходив військову службу в Туркестанському та Київському військових округах.
Після демобілізації, поступив у 1958 р. до Харківського держуніверситету (нині Харківський національний університет імені В. Н. Каразіна), де навчався на денному, а потім — заочному відділенні історичного факультету.
У 1959 р. розпочав свою трудову діяльність, спочатку вчителем 1-4 класів, а з 1960 по 1991 рр. — учителем історії, суспільствознавства, основ держави й права, креслення та малювання Сакунівської 8-річної школи. Він дав путівку в життя тисячам учнів.
Ініціатор створення в 1972 р. першого в районі краєзнавчого музею, а потім і його керівник. Майже 40 років очолював групу «Пошук», яка зібрала численні матеріали та встановила імена десятків воїнів, які пропали безвісти у роки Другої світової війни.
1958—1988 — редактор місцевої стіннівки «За врожай».
Разом із дружиною, Катериною Митрофанівною, виховали трьох синів: Віктора, Анатолія та Володимира.
З 2003 р. Петро Михайлович і Катерина Митрофанівна проживали у м. Переяславі Київської області.
Відійшов у засвіти П. М. Коцур 4 травня 2010 р., похований на Підварському кладовищі.

## Громадська діяльність
Понад два десятки років Петро Михайлович лектор товариства «Знання», член районного товариства охорони пам'яток історії та культури.
Член Національної спілки журналістів України та Національної спілки краєзнавців України.

## Творчий і науковий доробок
Петро Михайлович — активний дописувач Недригайлівської районної газети «Голос Посулля». На її шпальтах з'явилося понад 500 спогадів, нарисів, етюдів, новел, розповідей з власного життя, односельців, земляків. Близько 150 статей присвячено історичній тематиці, 65 — природі рідного краю.
У радянську добу він сміливо виступив на захист української мови, за збереження пам'яток церковної архітектури. Понад 100 краєзнавчих матеріалів П. М. Коцура побачили світ на сторінках всеукраїнських видань.
Автор книг:
- Коцур П. М. У кожного своя доля. Чернівці, 2000. 248 с.
- Коцур П. М. Розкажуть про все берези. Чернівці, 2003. 224 с.
- Коцур П. М. Дерево мого роду. Переяслав-Хмельницький, 2005. 408 с.
- Коцур П. М. Не міліють пам'яті джерела. Переяслав-Хмельницький — Чернівці, 2008. 256 с.
- Коцур П. М. І летять лелеки до своїх осель. Переяслав-Хмельницький — Чернівці, 2010. 240 с.
- Коцур П. М. Весни приносять щастя. Київ — Переяслав-Хмельницький, 2015. 656 с.

П. М. Коцур захоплювався живописом. Йому належить понад два десятки полотен і триста різнопланових ескізів.

## Нагороди і відзнаки
За багаторічну сумлінну роботу нагороджений медаллю «Ветеран праці» (1985), понад 50 грамотами та 20 подяками.
- Почесна грамота Сумського обласного управління освіти (1983);
- Лауреат літературної премії ім. І. Чумаченка (1986);
- Почесна грамота Ради Міністрів СРСР (1989);
- Почесна грамота ВЦРПС (1990);
- «Людина 2010 року» Недригайлівщини;
- Лауреат премії імені Героя України Михайла Сікорського (посмертно, 2015).

## Вшанування пам'яті
7 серпня 2010 р., згідно рішення сесії Сакунівської сільської ради Петру Михайловичу Коцуру присвоєно звання «Почесний громадянин Сакунихи» (№ 1) за вагомий внесок у соціально-культурний розвиток села, високий професіоналізм в освітянській, творчій діяльності та дослідженні історії краю.
8 листопада 2010 р. встановлено й урочисто відкрито пам'ятні меморіальні дошки П. М. Коцуру на приміщенні школи, де все своє життя трудився педагог і на будинку, де він проживав зі своєю родиною.
Редакція газети «Голос Посулля», Недригайлівський краєзнавчий музей спільно з професорами Віктором та Анатолієм Коцурами проводять, починаючи з 2011 р., щорічний краєзнавчий, історико-культурологічний конкурс на здобуття премії імені Петра Михайловича Коцура, відомого в Україні журналіста, педагога, краєзнавця. З 2023 р. конкурс підтримала Роменська районна газета «Вісті Роменщини», яка на своїх сторінках друкує кращі матеріали. За 2011—2025 рр. у конкурсі взяло участь 692 особи. Він набув національного звучання, адже участь брали представники з 93 міст, містечок і сіл України. Відгукнулись на нього земляки із США, Великої Британії, Іспанії, Молдови, Чехії.